# Endofitismo

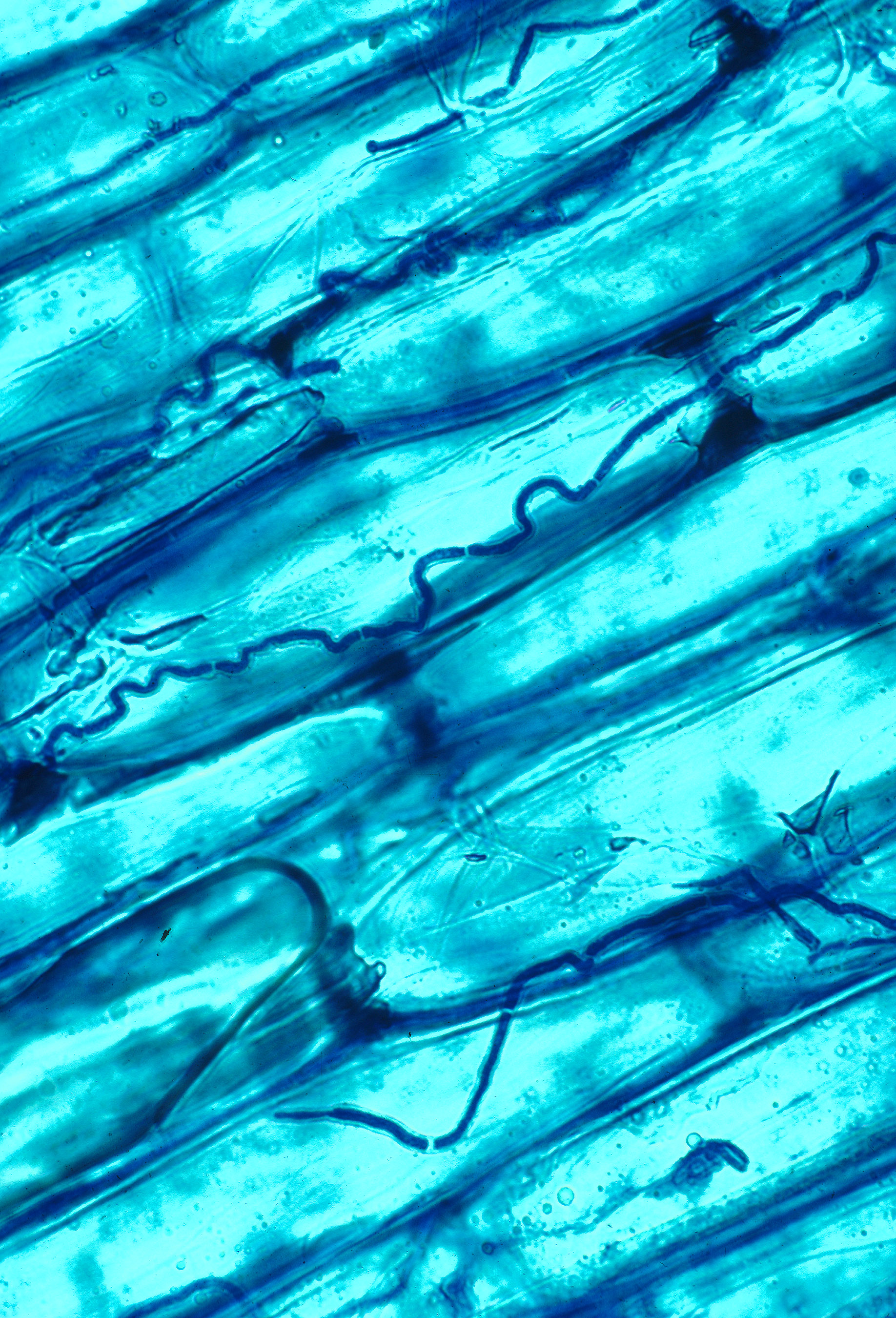
Hifas do fungo endofítico N. coephialum habitando o tecido foliar da planta Festuca arundinacea

O endofitismo é um tipo de endossimbiose, em que um endossimbionte, geralmente uma bactéria ou um fungo, vive no interior de uma planta pelo menos durante parte da sua vida sem aparentemente causar doença a esta. Os organismos endófitos são ubíquos e encontram-se em todas as espécies de plantas até hoje estudadas; contudo, a maioria das relações endófito/planta não são bem compreendidas. Muitas ervas forrageiras economicamente importantes (como Festuca spp., Lolium spp.) são portadoras de endófitos fúngicos (Neotyphodium spp.) os quais podem melhorar a capacidade destas ervas para tolerarem pressões abióticas como a seca, bem como a sua resistência a mamíferos e insectos herbívoros.
O termo “endofítico” surgiu com Heinrich A. de Bary em 1866 para descrever organismos ocorrendo internamente aos tecidos vegetais, diferenciando-os dos epifíticos, que ocorrem na superfície das plantas. Segundo Petrini (1991), endofíticos são organismos que residem pelo menos uma parte de sua vida em tecidos vegetais, intra ou extracelularmente, sem causar danos aparentes em seus hospedeiros. Esses organismos podem estar presentes em todos os tecidos da planta, raízes, caule, folhas, pecíolos, etc. e ser mutualistas, comensais benignos, decompositores ou até mesmo patógenos em fase assintomática.

## Fungos
Os fungos endofíticos em sua maioria pertencem ao filo Ascomycota, havendo também representantes dos filos Basidiomycota, Zygomycota e Oomycota. Ocorrem em todos os tipos de plantas conhecidas. Sua presença já foi observada em um amplo espectro taxonômico, incluindo algas, briófitas, pteridófitas, caducifólias, coníferas e líquens. O nível de especificidade dos endofíticos por seus hospedeiros é variado, algumas espécies possuem a capacidade de habitar diversas plantas, enquanto outras possuem apenas um hospedeiro. Há também casos onde a mesma espécie de fungo pode ser endofítica ou patogênica a depender de seu hospedeiro. Diaporthe phaseolorum, por exemplo, é uma espécie endofítica em Laguncularia racemosa, uma planta de manguezal, porém é patogênica em soja (Glycine max).
Existe um balanço entre a virulência dos fungos e os mecanismos de defesa da planta que determina a relação endofítico/hospedeiro. Fatores ambientais, tais como umidade, temperatura, iluminação e nutrientes, interferem na estrutura populacional dos endofíticos e na sua relação com o hospedeiro. O desbalanceamento dessas relações pode levar a eliminação do fungo ou sua transformação em um patógeno prejudicial à planta.
A transmissão dos fungos pode ocorrer de forma vertical, crescendo nas inflorescências e sementes, e sendo passados da planta mãe para seus descendentes. Os fungos com esse tipo de transmissão são mais associados a relações mutualísticas com o hospedeiro. Além da transmissão vertical, as plantas possuem fungos mais generalistas que são transmitidos de forma horizontal, esses são geralmente mais oportunistas e possuem maior virulência, portanto são mais propensos a uma relação antagônica com a planta.
Como endofíticos, os fungos produzem metabólitos secundários que alteram significantemente a fisiologia de seus hospedeiros. As associações entre plantas e fungos ocorrem há pelo menos 400 milhões de anos, e este longo período de coevolução possibilitou que sistemas complexos e eficientes de cooperação mutualística se desenvolvessem, com os endofíticos se especializando e aumentando a compatibilidade com seus hospedeiros, o que impactou diretamente na ecologia das plantas.

Os metabólitos secundários produzidos pelos endofíticos são capazes de conferir a seus hospedeiros resistência a fatores de estresse abióticos (pH, temperatura, pressão osmótica) e bióticos (bactérias, fungos, nematódeos e insetos). Juntamente com fatores genéticos, ambientais e nutricionais, os endofíticos interferem diretamente no crescimento e desenvolvimento de seus hospedeiros. Em plantas medicinais estão relacionados a qualidade e quantidade de compostos bioativos produzidos, seja auxiliando a planta na produção desses compostos através de modificações em rotas metabólicas ou diretamente produzindo-os. Alguns compostos com sua produção previamente atribuída a uma planta, eram na verdade produzidos por seus endofíticos.